# 沈昌祥
沈昌祥（1940年8月22日—），男，浙江奉化人，中国信息系统工程专家，海军计算技术研究所总工程师，中国工程院院士。

## 生平
1965年，毕业于浙江大学数学力学系。曾担任海军计算技术研究所副所长兼总工程师。
1995年，当选为中国工程院院士。
2005年，北京工业大学计算机学院院长。

## 荣誉
- 1985年，中国国家科技进步奖一等奖1项
- 1990年，国家科技进步奖一等奖1项
- 1985年，国家科技进步奖二等奖1项
- 1988年，国家科技进步奖二等奖1项
- 2002年，光华工程科技奖

## 著作
- 《实时系统软件设计初步》